# 垃圾头
是一部末日题材的定格动画电影，由导演堀贵秀独自一人耗时7年制作，于2021年在日本上映。

## 前作
2013年，堀贵秀耗时4年制作的《垃圾头1》发布，是一部30分钟的动画短片，获得法国克莱蒙费朗国际短片影展“最佳动画奖”、日本夕张国际奇幻影展“短片大赏”。

## 剧情
影片将前作进行了扩展，讲述了在未来世界，人类通过基因改造，以丧失生育能力为代价获得了长生。但因为病毒感染损失了近30%的人口，主角前往已经被人工生命体占据的地底世界，寻找“繁衍”基因的冒险故事。

## 奖项
获得2021年加拿大奇幻电影节"最佳动画长片大奖"。